# Mikroregion Salvador

Mikroregion Salvador

Mikroregion Salvador – mikroregion w brazylijskim stanie Bahia należący do mezoregionu Metropolitana de Salvador. Ma powierzchnię 2.595,58536 km²

## Gminy
- Camaçari
- Candeias
- Dias d’Ávila
- Itaparica
- Lauro de Freitas
- Madre de Deus
- Salvador
- São Francisco do Conde
- Simões Filho
- Vera Cruz